# Ferdinand Alfons z Trauttmansdorffu
Ferdinand Alfons z Trauttmansdorff-Weinsbergu (německy celým jménem Ferdinand Alfons Maria Joseph Hilarius Erbgraf von und zu Trauttmansdorff-Weinsberg; 13. ledna 1871 Oberwaltersdorf – 18. září 1915 Bialowiecz, Ruské impérium) byl česko-rakouský šlechtic z knížecí linie rodu Trauttmansdorffů a politik německé národnosti z Čech, na počátku 20. století poslanec Říšské rady.

## Biografie
Byl starším synem knížete Karla Jana z Trauttmansdorffu (1845–1921) a jeho manželky Josefy Pallaviciniové (1849–1923).
Navštěvoval Skotské gymnázium (Schottengymnasium) ve Vídni (do roku 1890), v letech 1890–1894 studoval právo na Německé univerzitě v Praze. Po dokončení studií působil ve státní službě. Stal se okresním komisařem. Byl činný i sociální oblasti. Podporoval vídeňský ústav na ochranu dětí. Byl členem Katolického národního svazu pro Rakousko. Od roku 1912 měl titul tajného rady.
Působil i jako poslanec Říšské rady (celostátního parlamentu Předlitavska), kam usedl v doplňovacích volbách roku 1903 za kurii velkostatkářskou v Čechách. Nastoupil 17. listopadu 1903 místo Františka Gabriela z Hartigu. Ve volebním období 1901–1907 se uvádí jako hrabě Ferdinand Trauttmansdorff, velkostatkář. Na Říšské radě patřil do Strany ústavověrného velkostatku.
Po vypuknutí první světové války se dobrovolně přihlásil do služby. Nejprve vedl špitál ve vídeňském Pötzleinsdorfu, brzy ale nastoupil přímo do bojových jednotek a zúčastnil se četných válečných operací v prostoru Polska. Zemřel v září 1915 na úplavici v ruské části Polska.

### Manželství a rodina
V Praze se 23. ledna 1895 oženil s princeznou Marií (2. 10. 1869 Orlík – 20. 3. 1931 Horšovský Týn), nejmladší dcerou knížete Karla III. ze Schwarzenbergu (1824–1904) z orlické sekundogenitury a jeho manželky Vilemíny Marie z Öttingen-Öttingenu (1833–1910). Manželé měli čtyři syny:
- 1. Karel Josef (10. 3. 1897 Kadaň – 3. 6. 1976 Vídeň), 5. kníže z Trauttmansdorff-Weinsbergu, manž. 1921 hraběnka Johana Kinská z Vchynic a Tetova (24. 8. 1902 Moravský Krumlov – 16. 11. 1964 Vídeň)[11]
- 2. Ferdinand Jan (10. 3. 1897 Kadaň – 14. 5. 1958 Klagenfurt am Wörthersee), manž. 1921 hraběnka Hanna Kinská z Vchynic a Tetova (2. 4. 1891 Vídeň – 15. 5. 1984 Feldkirch)[11]
- 3. Maxmilián Karel (13. 9. 1900 Vídeň – 25. 6. 1965 Innsbruck), čtyřikrát ženatý, bezdětný[11]
- 4. Bedřich (10. 5. 1905 – 22. 5. 1905)[11]